# Библиотечный маркетинг
Библиотечный маркетинг — технология управления, ориентированная на максимальное удовлетворение нужд и потребностей реальных и потенциальных пользователей услугами и продукцией библиотеки.

## Содержание и специфика библиотечного маркетинга
Потребителями библиотечных услуг являются как читатели библиотеки, так и проживающие в районе обслуживания библиотекой их жители, а также находящиеся в зоне библиотеки учреждения, предприятия, фирмы, заводы, учебные и медицинские учреждения. Библиотечный маркетинг опирается на общую теорию маркетинга, как систему выявления и удовлетворения рыночного спроса и включает как некоммерческий (бесплатный), так и коммерческий (платный). В общедоступных массовых библиотеках широко преобладает некоммерческое бесплатное обслуживание, то есть некоммерческий маркетинг. Коммерческий маркетинг является средством дополнительного получения финансовых средств за счёт инициативной хозяйственной деятельности, включая коммерческую (предпринимательскую) деятельность библиотеки, то есть предоставление платных услуг, продажу библиотечной продукции и библиотечных списанных книг по минимальной цене за штуку и сбор денег. Коммерческий маркетинг преобладает в основном в закрытых научных библиотеках, а также в некоторых массовых библиотеках.
В библиотечном маркетинге выделяют Маркетинг услуг и Маркетинг продукции. В общедоступных библиотеках ведущее место занимает предоставление читателям бесплатных и платных услуг. В массовых библиотеках предоставлен доступ к интеллектуальной продукции библиотеки, которые выдаются бесплатно, либо за определённую денежную плату.
В библиотечном маркетинге категорически запрещено предоставлять коммерческий (платный) маркетинг, а все услуги следует предоставлять бесплатно:
- для льготных категорий граждан (детей из многодетных семей, детей-инвалидов, инвалидов с детства, инвалидов 1-3 групп, беженцев).